# Chromakopia
Chromakopia (stylizowany na CHROMAKOPIA) – ósmy album studyjny amerykańskiego rapera i producenta Tylera, the Creatora. Album został wydany 28 października 2024 roku nakładem wytwórni Columbia Records. Chromakopia jest następnym albumem po Call Me If You Get Lost (2021). Album został napisany, wyprodukowany i zaaranżowany przez samego Tylera. W obsadzie gościnnej znaleźli się między innymi Daniel Caesar, Doechii, GloRilla, Lil Wayne, Schoolboy Q, Sexyy Red, Teezo Touchdown i Childish Gambino, a w fizycznym wydaniu albumu wystąpił także Playboi Carti.
Album łączy różne gatunki, takie jak hip-hop, jazz i soul, przywodząc na myśl poprzednie wydawnictwa Tylera Flower Boy (2017) i Igor (2019). Koncepcyjnie Chromakopię opowiada matka Tylera, Bonita Smith, która traktuje ją jako pamiętnik, w którym autorka łączy ze sobą perspektywy Tylera na temat przeszłych doświadczeń, oddzielone utworami. Album spotkał się z szerokim uznaniem krytyków, którzy chwalili teksty, spójność i produkcję, a nawet uznali jego chaotyczny i zagmatwany charakter za zaletę.
Album Chromakopia promował główny singiel „Noid”, a także dwa single promocyjne „St. Chroma” i „Thought I Was Dead”. Album odniósł komercyjny sukces, debiutując na pierwszym miejscu list przebojów w ośmiu krajach. W Stanach Zjednoczonych album zadebiutował na szczycie listy Billboard 200, co zapewniło Tylerowi trzeci album, który znalazł się na pierwszym miejscu list przebojów w USA i jest jego najszybciej sprzedającym się albumem do tej pory. Kilka innych piosenek z albumu również znalazło się na liście Billboard Hot 100, między innymi „Noid” i „St. Chroma”. W celu promocji albumu Tyler wyruszył w trasę Chromakopia: The World Tour (2025).

## Tło i nagrywanie albumu
12 listopada 2024 roku Tyler, the Creator udostępnił na YouTube film zatytułowany „MASK IS OFF: CHROMAKOPIA”, w którym pokazano, jak powstawał album, jak sam Tyler używał instrumentów do tworzenia rytmów do niektórych piosenek oraz wkład gościnnych artystów w brzmienie albumu.
27 października 2024 roku podczas ekskluzywnego wydarzenia odsłuchowego Chromakopia Tyler ujawnił znaczenie albumu, zauważając, że pierwotnie płyta opowiadała o jego dorastaniu w Hawthorne, Inglewood. 

Urodziłem się i wychowałem w L.A., Inglewood, Hawthorne, żeby być dokładnym. Ten album pierwotnie zaczynał się od dorastania w tych rejonach. Myślałem sobie: „O cholera, nikt nic o mnie nie wie, odkąd skończyłem 17 lat”. Ludzie mówią: „O, on jest z przedmieść”. Nie, czarnuchu, mieszkałem tutaj na tej samej ulicy. I nie odzwierciedlam tego, czego się spodziewają, więc ... Ale album teraz zmienił się w to, że biorę na siebie mnóstwo gówna, które moja mama powiedziała mi jako dziecku. Teraz, gdy mam 33 lata, wszystko to brzmi jak: „O, to o tym, kurwa, mówiła. O, nie jestem już tym facetem, którym byłem w wieku 20 lat. O cholera, ludzie się starzeją ... Ludzie mają dzieci i rodziny, a ja mam tylko nowe Ferrari”. I to jest trochę dziwne. Tyję, mam siwe włosy na piersi, życie toczy się dalej. Nie wiem, po prostu chciałem napisać o rzeczach, o których myślę, kiedy jestem sam. I cieszę się, że mieliście okazję tego doświadczyć w moim rodzinnym mieście. Więc dziękuję wam za przybycie.

## Wydanie i promocja
W odpowiedzi na zaskakującą premierę albumu Beyoncé z 2013 roku o tym samym tytule, Międzynarodowa Federacja Przemysłu Fonograficznego (IFPI) zmieniła dzień tygodnia, w którym na całym świecie ukazuje się muzyka, z wtorku na piątek. W wywiadzie dla Nardwuara z 2023 roku, Tyler skrytykował standard branżowy, sugerując, że promuje on „bierne słuchanie”. Tyler postanowił wydać Chromakopię w poniedziałek 28 października 2024 roku o 6 rano EST (11:00 czasu polskiego).
Ciężarówki Kenworth W900L i kontenery transportowe promujące Chromakopię zauważono w różnych miastach w Stanach Zjednoczonych, w tym w Tyler, Houston, Dallas, Atlancie, Charlotte, Columbus, Filadelfii, Roswell, Phoenix, Hawthorne (rodzinnym mieście Tylera) i Los Angeles. Dzień przed premierą Tyler zorganizował imprezę poświęconą słuchaniu albumu w Intuit Dome w Inglewood.

### Single
16 października 2024 roku Tyler opublikował na swoich kontach w mediach społecznościowych teaser utworu otwierającego album „St. Chroma”.  Następnego dnia ujawnił tytuł albumu, datę premiery i okładkę albumu. Główny singiel z albumu, „Noid”, został wydany 21 października. 26 października udostępniono teaser jedenastego utworu „Thought I Was Dead”. W filmie promocyjnym limitowanej edycji winylowej albumu zaprezentowano trzy fragmenty kolejnych utworów. 
Album prawdopodobnie jest oparty na postaci Chromy Wielkiego z The Phantom Tollbooth, dyrygenta, którego orkiestra tworzy kolory świata. Teledysk zwiastunu „St. Chroma” jest początkowo monochromatyczny, kiedy Tyler kieruje ludźmi do kontenera transportowego. Następnie zdalnie go wybucha za pomocą przycisku, dodając kolor do wideo.

### Trasa koncertowa

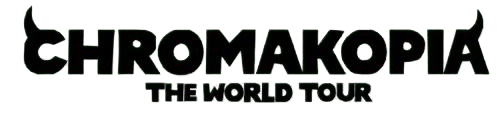
Logo trasy koncertowej Chromakopia: The World Tour

23 października 2024 roku Tyler, The Creator zapowiedział światową trasę koncertową Chromakopia: The World Tour w czwartym zwiastunie.
Trasa promowana przez AEG Presents, z udziałem gości specjalnych Lil Yachty'ego i Paris Texas, obejmuje 39 koncertów w Ameryce Północnej, w tym w USA i Kanadzie, 18 koncertów w Europie i Wielkiej Brytanii (w tym w Krakowie 10 maja 2025 roku) oraz 7 koncertów w Oceanii, w tym w Australii i Nowej Zelandii. Trasa będzie trwała przez cały rok 2025. 

## Kompozycja

### Muzyka
Chromakopia to głównie album hiphopowy, R&B i jazzowy, na którym wykorzystano eklektyczną instrumentację. Łączy w sobie style muzyczne przypominające czwarty album Tylera Flower Boy (2017), takie jak melodie neo soul i aranżacje oparte na syntezatorach. Na albumie obecne są również wojskowe rytmy i elementy muzyki soul.

### Motyw i teksty piosenek
Narratorem Chromakopii jest matka Tylera, Bonita Smith. Koncepcja ta została zainspirowana doświadczeniami dorastania w Los Angeles i lekcjami życia, których Smith udzieliła mu w dzieciństwie, a które zaczął rozumieć i doceniać, dorastając. Przed wydaniem albumu pojawiły się spekulacje, że płyta może być oparta na historii Chromy Wielkiego – potężnego dyrygenta, którego orkiestra tworzy kolory świata – z dziecięcej powieści z 1961 roku The Phantom Tollbooth. Jake Hawkes z Dork zauważa, że postać ta nawiązuje do estetyki albumu, ale ma niewielki wpływ na materiał tekstowy.
Krytycy muzyczni określili Chromakopię jako album poruszający tematykę kryzysu wieku średniego, skupiający się na obawach młodych dorosłych dotyczących ich nowo rozpoczętej dorosłości. Protagonista albumu, St. Chroma, zostaje przedstawiony w otwierającym płytę utworze o tej samej nazwie. Bonita Smith opisuje go jako światło i mówi mu, aby nigdy nie przygaszał swojego światła dla nikogo. W utworze „Rah Tah Tah” można usłyszeć przechwałki w tekście, w którym Tyler ogłasza się największym raperem z Los Angeles zaraz po Kendricku Lamarze. „Noid”, główny singiel albumu, bada jego niepokoje związane z kulturą celebrytów i relacjami paraspołecznymi. W utworze „Darling, I” z wokalem Teezo Touchdown, Tyler rozmyśla o swoich ambicjach artystycznych i praktykowaniu monogamii.
Utwór „Hey Jane” zatytułowano na cześć firmy zajmującej się opieką zdrowotną w zakresie aborcji. Przedstawia on rozmowę Tylera ze starszą, anonimową kobietą po nieplanowanej ciąży. Mackenzie Cummings-Grady z Billboard napisał, że w nagraniu Tyler „mówi o swojej paranoi”, jednocześnie opowiadając o swoim „pragnieniu posiadania dzieci”.

## Odbiór
| Oceny łączne  | Oceny łączne |
| Publikacja    | Ocena        |
| ------------- | ------------ |
| Metacritic    | 85/100       |
| Recenzje      |              |
| Publikacja    | Ocena        |
| Clash         | 9/10         |
| Consequence   | 9/10         |
| Dork          | [ 34 ]       |
| The Guardian  | [ 35 ]       |
| Rolling Stone | [ 44 ]       |
| NME           | [ 45 ]       |
| Pitchfork     | 7.6/10       |

Chromakopia spotkała się z szerokim uznaniem krytyków. Na Metacritic, stronie agregującej recenzje z różnych publikacji, album otrzymał średnią wynoszącą 85 na 100 punktów na podstawie 16 recenzji, co wskazuje na „powszechnie uznany” odbiór.
Niall Smith w artykule dla Clash stwierdził, że „środkowa część projektu wzmacnia zwycięską passę albumu”, jednak „mimo, że na płycie nie ma żadnych zdecydowanie słabych utworów”, to czasami „tempo wydaje się nieco mniej skoncentrowane niż w poprzednich pracach Tylera”. Smith podsumował, że „choć niektóre elementy wydają się nieco bezpieczne, projekt dźwiękowy jest wyrzeźbiony i ostrzejszy”, zauważając jednocześnie, że album prezentuje „obecnie zmasterowany styl Tylera w chwale HD”.
Jonah Krueger z Consequence napisał, że „obecność matki jest wyczuwalna w całej liście utworów” i że Tyler „[bada] swoje lęki i traumy” w całej płycie. 
Jake Hawkes w artykule dla Dork zauważył, że Chromakopia to projekt „który pęka w szwach” i że „Tylerowi w jakiś sposób udaje się połączyć go w spójną całość”. Hawkes kontynuował, „pod względem tekstów Tyler wydaje się być najbardziej spowiedni od lat”, po czym podsumował, stwierdzając, że album „ma głębię, ma budowanie świata, ale co równie ważne, ma też kilka absolutnych hitów”.
Alexis Petridis z The Guardian stwierdził, że „utwory [...] przeskakują z jednego dźwięku do drugiego” i że często zmieniają się „całkowicie w ciągu kilku minut”. Petridis doszedł do wniosku, że „Chromakopia ostatecznie wydaje się manifestować stan zamieszania, w którym wszystko jest w ruchu i nic nie jest takie, jak się początkowo wydaje”.
Jeff Ihazis z Rolling Stone napisał, że „akustycznie, Chromakopia jest dobrze skonstruowana, przemyślanie złożona i w dużej mierze uzupełnia historię opowiadaną na albumie”.
Fred Garratt-Stanley w artykule dla NME stwierdził, że „W tym chaosie jest piękno – wrażliwość „Hey Jane”, zaraźliwy hip-hopowy utwór „Thought I Was Dead”, narastające kakofonie instrumentów dętych i perkusji w „I Killed You”, ale podsumował, że „być może mniej gorączkowe podejście byłoby korzystniejsze dla słuchania całości”.

### Wyniki komercyjne
Album Chromakopia zanotował ponad 85 milionów odtworzeń w pierwszym dniu na globalnej liście przebojów Spotify, co daje średnio ponad 6 milionów odtworzeń na piosenkę. Dzięki temu album stał się największym debiutem albumu hiphopowego na Spotify w 2024 roku i znalazł się w pierwszej dwudziestce wszech czasów. Jednocześnie wszystkie utwory z albumu znalazły się w pierwszej czternastce listy przebojów Spotify w USA, a utwór „St. Chroma” znalazł się na pierwszym miejscu z liczbą 5,261 mln odtworzeń. Chromakopia osiągnęła również 1. miejsce na liście albumów US Apple Music i jednocześnie zajęła wszystkie 12 pierwszych miejsc na liście piosenek US Apple Music, a „St. Chroma” znalazł się na 1. miejscu. 
Pomimo wydania w poniedziałek, Chromakopia zadebiutowała na pierwszym miejscu listy przebojów US Billboard 200 z 299 550 jednostkami odpowiadających sprzedaży albumu wraz z 142 000 fizycznych egzamplarzy. Chromakopia prześcigła wyniki albumu Call Me If You Get Lost (169 000 egzemplarzy) i stała się największą sprzedażą w pierwszym tygodniu sprzedaży Tylera. Album ten został największym debiutem albumu rapowego wydanego w 2024 roku. Singiel „Noid” i utwór „St. Chroma” zadebiutowały na kolejno dziesiątym i siódmym miejscu listy Billboard Hot 100. 
Album zadebiutował na szczycie UK Albums Chart. Singiel „Noid” i dwa inne utwory z albumu znalazły się na UK Singles Chart: „Noid” (16), „St. Chroma” (15) i „Darling, I” (24). Zasady brytyjskich list przebojów uniemożliwiają artystom jednoczesne umieszczenie więcej niż trzech utworów w pierwszej 40-tce; bez tych zasad Chromakopia wygenerowałaby kolejne nowe pozycje w liście. Album zadebiutował również na szczycie australijskiego ARIA Charts, niderlandzkiego Album Top 100, irlandzkiego Albums Chart, nowozelandzkiego RMNZ Chart i szkockiego Albums Chart. 

## Lista utworów
Wszystkie utwory zostały napisane, wyprodukowane i zaaranżowane przez Tylera Okonmę, chyba że zaznaczono inaczej.
Chromakopia wersja standardowa
| Nr  | Tytuł utworu                                                      | Autorzy | Długość |
| --- | ----------------------------------------------------------------- | --- | ------- |
| 1.  | „St. Chroma” (featuring Daniel Caesar)                            | Tyler Okonma, Ashton Simmonds | 3:17    |
| 2.  | „Rah Tah Tah”                                                     | | 2:45    |
| 3.  | „Noid”                                                            | Tyler Okonma, Paul Nyirongo | 4:44    |
| 4.  | „Darling, I” (featuring Teezo Touchdown)                          | Tyler Okonma, Aaron Thomas, Barry White, Kamaal Fareed | 4:13    |
| 5.  | „Hey Jane”                                                        | | 4:00    |
| 6.  | „I Killed You”                                                    | | 2:48    |
| 7.  | „Judge Judy”                                                      | | 4:29    |
| 8.  | „Sticky” (featuring GloRilla, Lil Wayne, Sexyy Red)               | Tyler Okonma, Aaron Bolton, David Brown, Deanna Brown, Deidre Brown, Yamma Brown, Dudley Duverne, Dwayne Carter Jr., Elvis Williams, Gloria Woods, Jamal Jones, Janae Wherry, Rex Zamor, Tim Mosley, Timothy Clayton, Zachary Wallace | 4:15    |
| 9.  | „Take Your Mask Off” (featuring Daniel Ceasar & LaToiya Williams) | Tyler Okonma, Greg Cook, K.Thomas | 4:13    |
| 10. | „Tomorrow”                                                        | Tyler Okonma, Ashton Simmonds | 3:02    |
| 11. | „Thought I Was Dead” (featuring Schoolboy Q & Santigold)          | | 3:27    |
| 12. | „Like Him” (featuring Lola Young)                                 | [ d ] | 4:38    |
| 13. | „Baloon” (featuring Doechii)                                      | Tyler Okonma, Jaylah Hickmon, Harry Wayne Casey, James Brown, Luther Campbell, Richard Finch, Rob Base | 2:34    |
| 14. | „I Hope You Find Your Way Home”                                   | | 4:29    |
|     |                                                                   | | 52:54   |

Chromakopia wersja standardowa CD & winyl (tłoczenia próbne)
| Nr  | Tytuł utworu                                                 | Długość |
| --- | ------------------------------------------------------------ | ------- |
| 8.  | „Sticky” (featuring Lil Wayne & Sexyy Red)                   | 4:28    |
| 11. | „Mother”                                                     | 4:14    |
| 15. | „Thought I Was Dead” (featuring Playboi Carti and Santigold) | 3:27    |
|     |                                                              | 57:08   |

Nota
1. ↑   W utworze „Noid” wykorzystano fragmenty utworu „Nizakupanga Ngzo” napisanego przez Paula Nyirongo i wykonywanego przez Ngozi Family.
2. 1 2   W utworze „Darling, I” wykorzystano sample z utworu „Vivrant Thing” autorstwa Kamaala Fareeda i Barry’ego White’a, a wykonanego przez Q-Tipa.
3. 1 2 3 4 5 6 7   Utwór „Sticky” zawiera sample z utworu „Get Up Offa That Thing” autorstwa Danny Browna, Deidre Browna i Yammę Browna, wykonaną przez Jamesa Browna; a także sample z utworu „Get Buck” autorstwa Davida Browna, Timothy’ego Claytona, Jamala Jonesa, Zachary’ego Wallace’a i Elvisa Williamsa, wykonaną przez Young Bucka.
4. ↑   Utwór „Like Him” posiada jednowyrazowy ad-lib autorstwa Baby Keema.
5. 1 2 3 4 5   W utworze „Balloon” wykorzystano fragmenty utworu „I Wanna Rock” autorstwa Luthera Campbella, Harry’ego Wayne’a Caseya i Richarda Fincha, wykonanego przez Luke’a i Roba Base’a.

## Personel
- Tyler Okonma – główny wokal, produkcja, aranżacja (wszystkie utwory)
- Daniel Caesar – wokal („St. Chroma”, „Take Your Mask Off”), wokal w tle („Tomorrow”)[1]
- Teezo Touchdown – wokal („Darling, I”)
- Childish Gambino – wokal („I Killed You”), wokal w tle („Judge Judy”)
- GloRilla – wokal („Sticky”)
- Lil Wayne – wokal („Sticky”)
- Sexyy Red – wokal („Sticky”)
- LaToiya Williams – wokal („Take Your Mask Off”)
- Schoolboy Q – wokal („Thought I Was Dead”)
- Santigold – wokal („Thought I Was Dead”)
- Playboi Carti – wokal („Thought I Was Dead”)[56][57]
- Lola Young – wokal („Like Him”)
- Doechii – wokal („Balloon”)
- Willow Smith – wokal w tle („Noid”)[58]
- Rex Orange County – wokal w tle („Judge Judy”)
- Bonita Smith – dodatkowy wokal (utwór 1, 3, 4–5, 9-15)
- Pedro Martins – gitara (utwór 1, 5, 7, 10)
- Thundercat – bass („Noid”)
- Steve Lacy – guitar („Judge Judy”)

## Notowania
| Notowania (2024)                              | Najwyższa pozycja |
| --------------------------------------------- | ----------------- |
| Australia (ARIA)                              | 1                 |
| Australia Hip Hop/R&B (ARIA)                  | 1                 |
| Austria (Ö3 Austria)                          | 3                 |
| Belgia (Ultratop Flanders)                    | 3                 |
| Belgia (Ultratop Wallonia)                    | 12                |
| Czechy (ČNS IFPI)                             | 3                 |
| Dania (Album Top 100)                         | 4                 |
| Finlandia (Suomen virallinen lista)           | 10                |
| Francja (SNEP)                                | 19                |
| Hiszpania (PROMUSICAE)                        | 7                 |
| Islandia (Plötutíðindi)                       | 3                 |
| Irlandia (OCC)                                | 1                 |
| Japonia (Oricon)                              | 42                |
| Kanada (Billboard)                            | 1                 |
| Litwa (AGATA)                                 | 2                 |
| Niemcy (Offizielle Top 100)                   | 11                |
| Norwegia (VG-lista)                           | 2                 |
| Nowa Zelandia (RMNZ)                          | 1                 |
| Polska (OLiS)                                 | 4                 |
| Słowacja (ČNS IFPI)                           | 2                 |
| Szwecja (Sverigetopplistan)                   | 3                 |
| Szwajcaria (Schweizer Hitparade)              | 1                 |
| Węgry (MAHASZ)                                | 7                 |
| Wielka Brytania (OCC)                         | 1                 |
| Wielka Brytania R&B (OCC)                     | 1                 |
| Włochy (FIMI)                                 | 10                |
| Stany Zjednoczone (Billboard 200)             | 1                 |
| Stany Zjednoczone Hip Hop/R&B (Billboard 200) | 1                 |